# Équipe de France de football en 1923
Chronologie
Saison précédente Saison suivante
L'équipe de France joue six matches en 1923 pour autant de défaites. 
Contre l'Espagne avec 7 joueurs, le Red Star détient toujours le record du plus grand nombre de sélectionnés alignés à la fois sur le terrain pendant 90 minutes. À l'occasion de ce match, Raymond Dubly devient le joueur le plus capé.
Premier match contre l'Angleterre officiellement reconnu par la British FA, dont l'équipe mixait professionnels (8) et amateurs (Creek, Hartley, Hegan).
À noter la réapparition en sélection d'Ernest Gravier douze ans après sa dernière participation.

## Les matchs
| Date            | Stade                                    | Adversaire | Score | Comp | Buteurs français             |
| 28 janvier 1923 | Stade d'Atocha Saint-Sébastien (Espagne) | Espagne    | D 0-3 | A    | -                            |
| 25 février 1923 | Parc Duden Bruxelles (Belgique)          | Belgique   | D 1-4 | A    | Isbecque (57e)               |
| 2 avril 1923    | Olympish Amsterdam (Pays-Bas)            | Pays-Bas   | D 1-8 | A    | Bard (82e)                   |
| 22 avril 1923   | Stade Pershing Paris (France)            | Suisse     | D 2-5 | A    | Dubly (69e) et Nicolas (70e) |
| 10 mai 1923     | Stade Pershing Paris (France)            | Angleterre | D 1-4 | A    | Dewaquez (89e)               |
| 28 octobre 1923 | Parc des Princes Paris (France)          | Norvège    | D 0-2 | A    | -                            |

A : match amical.

## Les joueurs

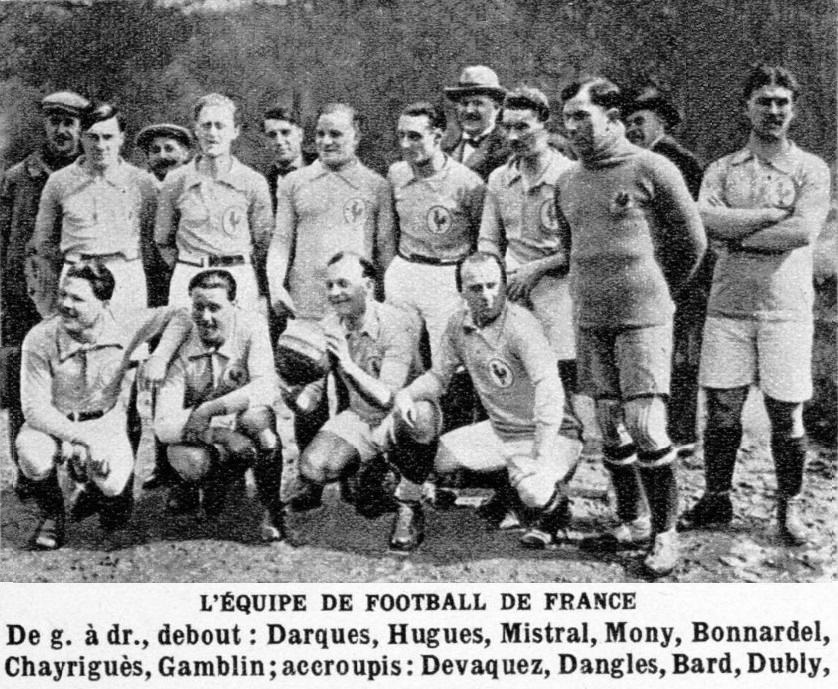
L'équipe de France de football en mai 1923.

| Joueurs                                                       |    |    |    |    |    |    |
| Gardiens de but                                               |    |    |    |    |    |    |
| Pierre Chayriguès (Red Star Club)                             | 90 | 90 |    | 90 | 90 |    |
| Charles Berthelot (Stade rennais) (1re et dernière sélection) |    |    | 90 |    |    |    |
| Maurice Cottenet (Olympique de Paris) (5e selection)          |    |    |    |    |    | 90 |
| Défenseurs                                                    |    |    |    |    |    |    |
| Pierre Mony (CASG Paris) (dernières sélections)               | 90 | 90 | 90 |    | 90 |    |
| Lucien Gamblin (Red Star Club) (dernières sélections)         | 90 |    |    | 90 | 90 |    |
| Maurice Depaepe (US Tourcoing) (1re et dernière sélection)    |    | 90 |    |    |    |    |
| Robert Coat (AS Brestoise) (1re et dernière sélection)        |    |    | 90 |    |    |    |
| Paul Baron (Olympique de Paris) (1re et dernière sélection)   |    |    |    | 90 |    |    |
| Marcel Vanco (RC Roubaix) (8e et dernière sélection)          |    |    |    |    |    | 90 |
| Ernest Gravier (FC Sète) (7e sélection)                       |    |    |    |    |    | 90 |
| Milieux                                                       |    |    |    |    |    |    |
| Robert Joyaut (Red Star Club) (uniques sélections)            | 90 | 90 | 90 | 90 |    |    |
| François Hugues (Red Star Club)                               | 90 | 90 | 90 | 90 | 90 | 90 |
| Philippe Bonnardel (Red Star Club)                            | 90 | 90 | 90 | 90 | 90 |    |
| Louis Mistral (Olympique de Paris) (2 dernières sélections)   |    |    |    |    | 90 | 90 |
| Marcel Domergue (FC Sète)                                     |    |    |    |    |    | 90 |
| Attaquants                                                    |    |    |    |    |    |    |
| Raymond Dubly (RC Roubaix)                                    | 90 | 90 |    | 90 | 90 | 90 |
| Henri Bard (RC France) (dernières sélections)                 | 90 |    | 90 | 90 | 90 | 90 |
| Jules Dewaquez (Olympique de Paris)                           | 90 |    | 90 | 90 | 90 | 90 |
| Paul Nicolas (Red Star Club) (13e sélection)                  | 90 |    |    | 90 |    |    |
| Juste Brouzes (Red Star Club) (2d sélection)                  | 90 |    |    |    |    |    |
| Jean Boyer (CASG Paris/AS Choisy-le-Roi)                      |    | 90 | 90 |    |    | 90 |
| Louis Darques (Olympique de Paris) (dernières sélections)     |    | 90 |    | 90 | 90 | 90 |
| Gérard Isbecque (RC Roubaix) (1re sélection)                  |    | 90 |    |    |    |    |
| Raymond Wattine (RC Roubaix) (1re et dernière sélection)      |    | 90 |    |    |    |    |
| André Caillet (CASG Paris) (1re et dernière sélection)        |    |    | 90 |    |    |    |
| Paul Hoenen (JA Saint-Ouen) (1re et dernière sélection)       |    |    | 90 |    |    |    |
| Marcel Dangles (FC Sète) (1re et dernière sélection)          |    |    |    |    | 90 |    |